# درو بروتون
درو بروتون (انگلیسی: Drewe Broughton؛ زادهٔ ۲۵ اکتبر ۱۹۷۸) بازیکن فوتبال اهل بریتانیا است.
از باشگاه‌هایی که در آن بازی کرده‌است می‌توان به باشگاه فوتبال پیتربورو یونایتد، باشگاه فوتبال استیونج، باشگاه فوتبال کیدرمینستر هاریرس، باشگاه فوتبال ویگان اتلتیک، باشگاه فوتبال بوستون یونایتد، باشگاه فوتبال برنتفورد، باشگاه فوتبال دارلینگتون، باشگاه فوتبال نانیتون تاون، باشگاه فوتبال وایکام واندررز، باشگاه فوتبال روترهام یونایتد، باشگاه فوتبال ساوتند یونایتد، باشگاه فوتبال تاروک، باشگاه فوتبال ای‌اف‌سی ویمبلدون، باشگاه فوتبال لینکولن سیتی، باشگاه فوتبال نوریچ سیتی، باشگاه فوتبال داگنم و ردبریج، باشگاه فوتبال ورکسام، باشگاه فوتبال آلفرتون تاون، و باشگاه فوتبال میلتون کینز دونز اشاره کرد.